# Mercatorovo zobrazení

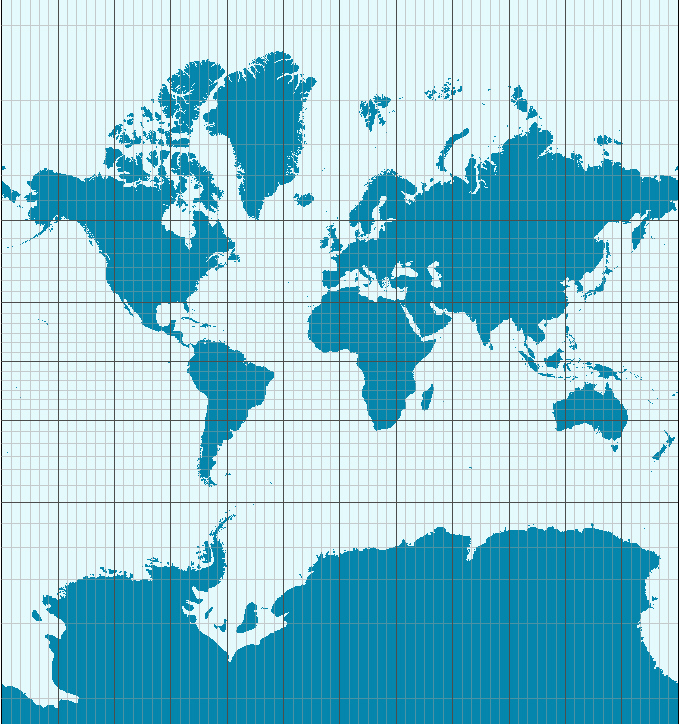
Mercatorovo zobrazení světa po 86. stupeň severní a jižní zeměpisné šířky

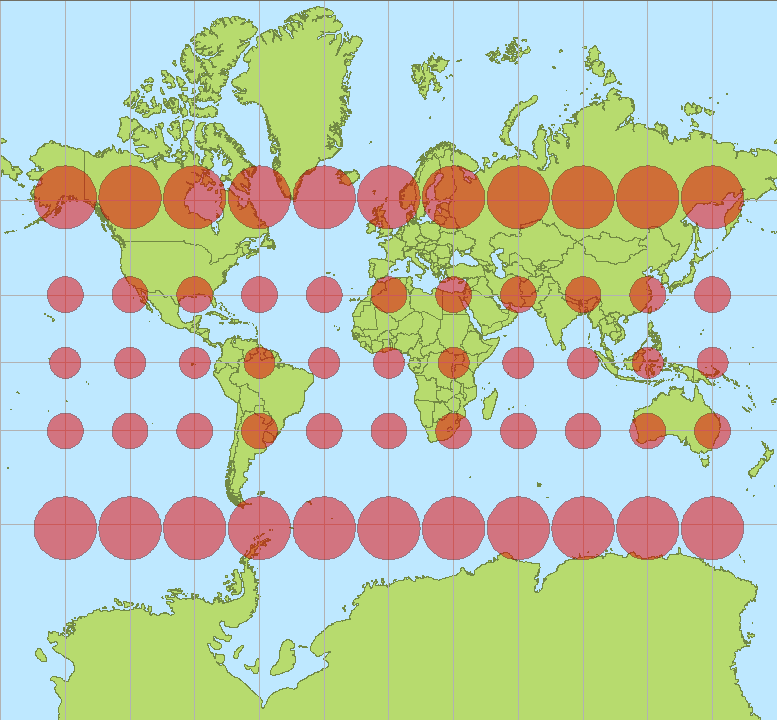
Tissotova indikatrix (pomůcka znázorňující plošné a délkové zkreslení) Mercatorova zobrazení

Určení parametrů v rovnicích koule: parametr odpovídá projekci průvodiče do roviny os a, parametr odpovídá úhlu a úhel představuje úhel.

Mercatorovo zobrazení je druh úhlojevného válcového mapového zobrazení, které navrhl roku 1569 vlámský kartograf Gerhard Mercator (1512–1594). Používá se zejména na námořních a leteckých navigačních mapách.

## Charakteristika a použití
Základem zobrazení je válec v normální poloze (tj. jeho osa je shodná se zemskou osou), dotýkající se glóbu na rovníku. Po zobrazení povrchu koule na válec a po rozvinutí pláště válce do roviny vznikne pravoúhlá síť poledníků a rovnoběžek. Poledníky jsou zobrazeny rovnoběžně v konstantních rozestupech, zatímco vzájemná vzdálenost rovnoběžek směrem k pólům narůstá do nekonečna. Protože se válec po celém obvodu rovníku glóbu dotýká, je zobrazení rovníku délkojevné. Totéž už neplatí o ostatních rovnoběžkách, které jsou znázorněny jako úsečky stejné délky – čím blíže k pólům, tím je tedy zkreslení v délce (a ploše) větší. Proto nelze Mercatorovo zobrazení vůbec použít při tvorbě map polárních oblastí a nehodí se ani pro severojižně protáhlá území ve vyšších zeměpisných šířkách. Naopak v rovníkových oblastech, přibližně mezi 15. stupněm severní a jižní zeměpisné šířky, je délková a plošná nepřesnost vcelku zanedbatelná.
Protože na Mercatorově mapě se loxodroma (čára protínající poledníky pod konstantním úhlem) jeví jako přímka, jsou takové mapy vhodné pro vytyčení a udržování stálého směru (azimutu) plavby či letu, a v dobách před zavedením družicové navigace byly téměř nepostradatelnou pomůckou. Naproti tomu se toto zobrazení kvůli extrémnímu zkreslení (zvětšení) polárních oblastí (a nemožnosti vůbec zobrazit póly) nehodí pro přehledné mapy světa. Pro představu: ostrov Grónsko (2,2 mil. km²) se jeví zhruba stejně velký jako Afrika (30,3 mil. km²). I přes tento nedostatek používají toto zobrazení mapové servery Mapy.cz a OpenStreetMap či Mapy Google, a to zejména pro jeho matematickou jednoduchost a univerzalitu. V dostatečném přiblížení je toto zobrazení navíc poměrně přesné (nezkresluje tvary). Jeho použití pro mapy světa je však kritizováno jako silně zkreslující a opticky zvyšující význam oblastí v mírném pásmu (většina vyspělého světa) na úkor oblastí tropických. Na druhou stranu, právě pro tyto vlastnosti si ho oblíbila sovětská (i protisovětská) propaganda, neboť Sovětský svaz či Rusko v tomto zobrazení vypadá relativně ještě mnohem větší (a tedy mocnější a hrozivější) než ve skutečnosti.

## Matematický popis
Matematicky, jsou-li parametry (viz obr.) {\displaystyle u,v} takové, že parametrické rovnice koule o poloměru {\displaystyle r} v nich nabývají tvaru {\displaystyle x=u\cos {v}}, {\displaystyle y=u\sin {v}}, {\displaystyle z={\sqrt {r^{2}-u^{2}}}}, potom konformní zobrazení koule na rovinu, dané jako {\displaystyle x=v}, {\displaystyle y=\int {\frac {1}{\sin {\omega }}}\,\mathrm {d} \omega =\ln {\mbox{tg }}{\frac {\omega }{2}}+c}, kde {\displaystyle x,y} představují pravoúhlé souřadnice na rovině a {\displaystyle {\frac {u}{r}}=\sin {\omega }}, se nazývají Mercatorovým zobrazením. Toto zobrazení zobrazuje rovnoběžky, resp. poledníky na kouli do rovnoběžek s osou X, resp. Y na rovině. Koule je tedy zobrazena do (vertikálního) pásu v rovině, jehož šířka je {\displaystyle 2\pi }, s čímž souvisí zmiňované problémy se zkreslením v okolí pólů. Vzhledem k tomu, že jednomu bodu na kouli lze přiřadit nekonečně mnoho hodnot parametru {\displaystyle v+2k\pi }, kde {\displaystyle k} je libovolné celé číslo, daný bod koule se zobrazuje do bodů na rovině, jejichž x-ové souřadnice se liší právě o {\displaystyle 2k\pi }. Takové zobrazení je tedy vzájemně jednoznačné (tj. jednomu bodu na kouli odpovídá přesně jeden bod v rovině) jen v dostatečně blízkém okolí zkoumaného bodu. Dvěma body {\displaystyle a,b} na kouli, které neleží na stejné rovnoběžce, prochází nekonečně mnoho loxodrom. Po zobrazení na rovinu těmto loxodromám odpovídají všechny přímky procházející všemi obrazy bodů {\displaystyle a,b} (obrazů je díky zmiňovaným posunům v x-ové ose také nekonečně mnoho), nebo přesněji úsečky vytínané těmito přímkami na pásu odpovídajícímu obrazu koule.

### Převodní vztahy
Jsou-li známy souřadnice mapy x a y, přičemž počátek souřadnic na mapě odpovídá průsečíku nultého poledníku a rovníku, pak pro tyto souřadnice platí
{\displaystyle x=R\varphi }
{\displaystyle y=R\operatorname {arctgh} \sin \vartheta },
kde {\displaystyle \vartheta } je zeměpisná šířka a {\displaystyle \varphi } zeměpisná délka.
Je-li naopak známa poloha objektu na mapě a určují se jeho souřadnice, pak platí:
{\displaystyle \varphi ={\frac {x}{R}}}
{\displaystyle \vartheta =\arcsin \operatorname {tgh} \,{\frac {y}{R}}}
Mapa je přitom v měřítku 1:1, {\displaystyle R} značí poloměr Země.
Jednou z velkých výhod tohoto zobrazení je, že lokálně zachovává tvary objektů. Rozměrové zkreslení je totiž v rovnoběžkovém i poledníkovém směru vždy stejné a je rovno
{\displaystyle f={\frac {1}{\cos \vartheta }}}

### Praktické důsledky
Například Česko je zobrazeno asi o 56 % procent větší, než kdyby leželo na rovníku. I v rámci relativně malého Česka je nezanedbatelný rozdíl ve zvětšení oblastí nejsevernějších (přes 58 %) a nejjižnějších (jen okolo 51 %).   
Např. u severojižně protáhlého Norska, ležícího navíc ve vysoké zeměpisné šířce, už je rozdíl v míře zvětšení markantní – zatímco u jižních oblastí státu činí asi 100 % (tj. 2× větší), u nejsevernějších až 200 % (3× větší). Norské souostroví Svalbard je pak zvětšeno zhruba 5×. Ostrov Kréta na jihu Evropy je oproti tomu zvětšen jen asi o 22 %.  
Relativně ještě větší rozdíl lze pozorovat u Chile, kde je v tomto zobrazení nejsevernější část území zvětšena pouze o 5 %, zatímco nejjižnější část (Ohňová země) až o 75 %. Jižní Amerika zde celkově působí mnohem protáhlejší a na jihu širší než ve skutečnosti. Poměrně málo zkreslenými kontinenty jsou Afrika a Austrálie, ale i zde je oproti optimalizovaným zobrazením patrné zvětšení oblastí ve vyšších šířkách.  
U map světa v Mercatorově projekci má tedy jejich deklarované měřítko platnost pouze v blízkosti rovníku, směrem k pólům se podrobnost mapy zvyšuje podle výše uvedeného vzorce. Např. u mapy v rovníkovém měřítku 1 : 50 milionů se Česko zobrazí zhruba v měřítku 1 : 32 milionů a Svalbard cca 1 : 10 milionů.
Africká unie v roce 2025 vyzvala k ukončení používání Mercatorova zobrazení. Vizuální zkreslení podle ní vede k podhodnocení geografické rozlehlosti Afriky. Tato optická iluze může podvědomě ovlivňovat vnímání globálního významu Afriky a jejího geopolitického postavení.